# Miss USA

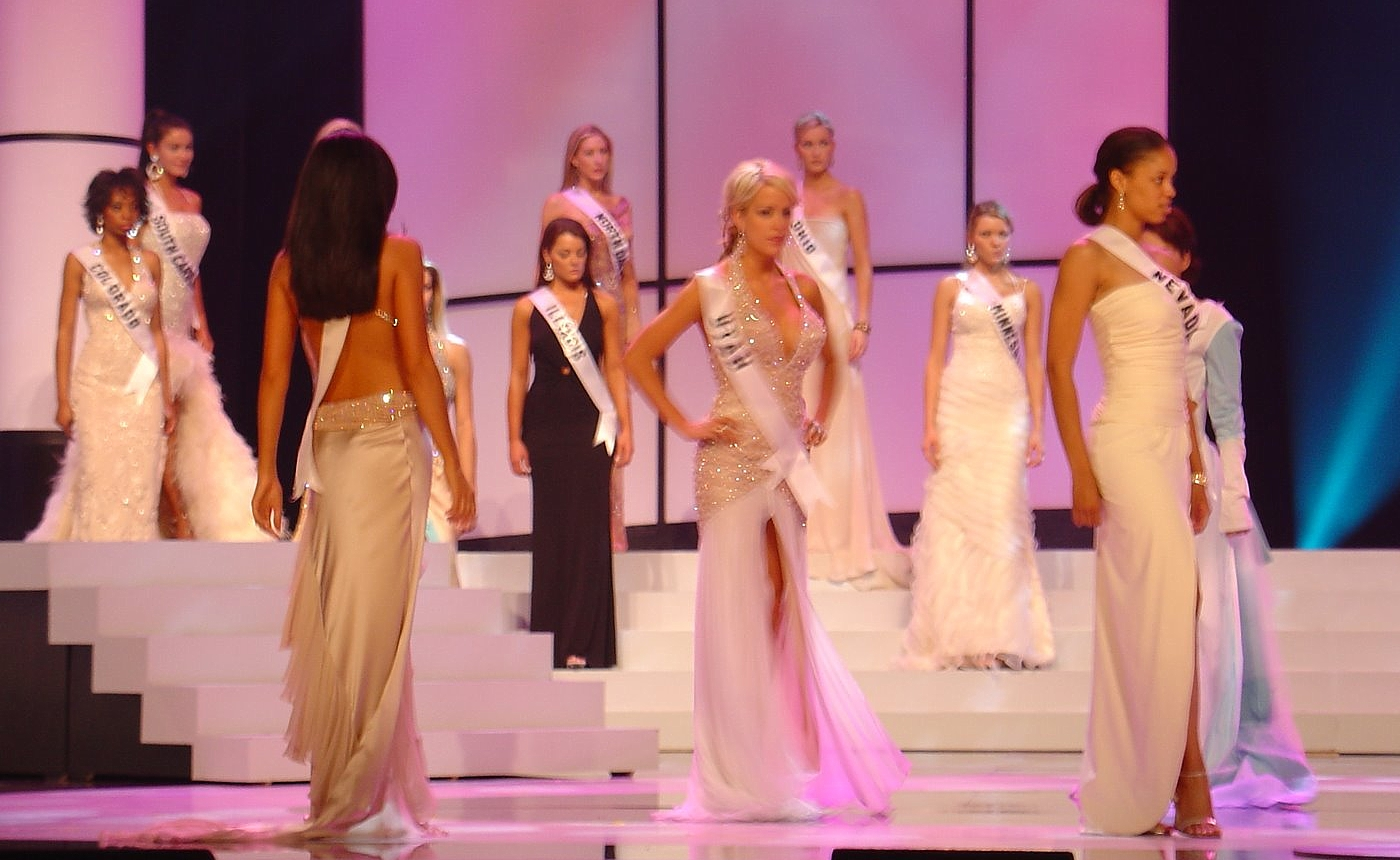
Un momento della finale di Miss USA 2004

Miss USA è un concorso di bellezza femminile che si tiene annualmente dal 1952 e nel quale viene eletta la rappresentante statunitense per Miss Universo.
La Miss Universe Organization si occupa di entrambi i concorsi, oltre che di Miss Teen USA.

## Storia
Il concorso Miss USA fu concepito nel 1950, quando Yolande Betbeze, vincitrice di Miss America, rifiutò di posare per della pubblicità in costume da bagno. Lo sponsor del concorso Catalina decisero di togliere la propria sponsorizzazione dall'evento, e creare un nuovo concorso di bellezza. Presto si unirono altri sponsor per il concorso: la ITT Corporation, sussidiaria della Gulf+Western ed il miliardario Donald Trump, che nel 1996 rilevò tutti i diritti del concorso.
La prima edizione di Miss USA e Miss Universo si tennero in concorrenza a Long Beach, California nel 1952; la prima vincitrice di Miss USA fu la rappresentante di New York Jackie Loughery. Il primo anno il concorso si svolse con trenta concorrenti, e molti stati non parteciparono per i primi vent'anni del concorso. Dagli anni settanta, ogni stato degli Stati Uniti d'America ha una propria rappresentante per il concorso.
La finale del concorso è stata trasmessa da CBS dal 1963 al 2002, e per molti anni è stata condotta da un personaggio della rete. John Charles Daly ha presentato lo show dal 1963 al 1966, Bob Barker dal 1967 al 1987, Alan Thicke nel 1988, Dick Clark dal 1989 al 1993 e Bob Goen dal 1994 al 1996. Gli indici d'ascolto più alti per il programma si ebbero negli anni ottanta. Durante gli anni novanta e duemila il pubblico perse interesse nel concorso e si passò da una media di venti milioni di spettatori a circa sette del 2000-2001. Nel 2002, Donald Trump ha firmato un nuovo contratto con la NBC, vendendo metà della proprietà dei concorsi Miss USA, Miss Universo e Miss Teen USA e cedendo loro le trasmissioni per un contratto iniziale di cinque anni. Il concorso è stato trasmesso per la prima volta dalla NBC nel 2003.
Storicamente, la vincitrice del titolo di Miss USA ha rappresentato gli Stati Uniti nella manifestazione sorella Miss Universo. Dal suo inizio al 2008, sette detentrici del titolo di Miss USA hanno vinto anche il titolo di Miss Universo. A metà anni sessanta, fu stabilito che quando una Miss USA vinceva il titolo di Miss Universo, la seconda classificata ereditava il titolo di Miss USA per il resto dell'anno. Questo è accaduto nel 1980, 1995 e 1997. Nel 1967, la seconda classificata rifiutò il titolo e la corona di Miss Usa passò alla terza classificata Cheryl Patton. L'unica volta che una seconda classificata assunse il titolo di Miss USA, prima di questo periodo fu nel 1957 quando Mary Leona Gage fu squalificata in quanto si scoprì che all'epoca del concorso era sposata.

## Concorso
A differenza del concorso Miss America, a Miss USA non vengono in alcun modo valutati i talenti delle partecipanti. Le ragazze partecipanti devono soltanto sfilare in abito da sera e costume da bagno, e sono sottoposte ad una intervista. L'edizione del 2010 ha suscitato polemiche per aver mostrato fotografie delle concorrenti in abiti succinti e pose ammiccanti.
Attualmente il concorso consiste in una competizione preliminare, tenuta la settimana precedente alla finale, in cui le concorrenti vengono giudicate in costume, abito da sera ed intervistate. Le semifinaliste selezionate vengono annunciate durante la diretta della finale. Nel corso della serata le semifinaliste vengono nuovamente esaminate in vari abbigliamenti e vengono progressivamente dimezzate. Le finaliste vengono annunciate alla fine della trasmissione. I giudici per la finale sono normalmente differenti da quelli che hanno giudicato durante la fase preliminare. Dal 2001 la fase delle interviste è stata limitata alle sole cinque finaliste.

## Albo d'oro

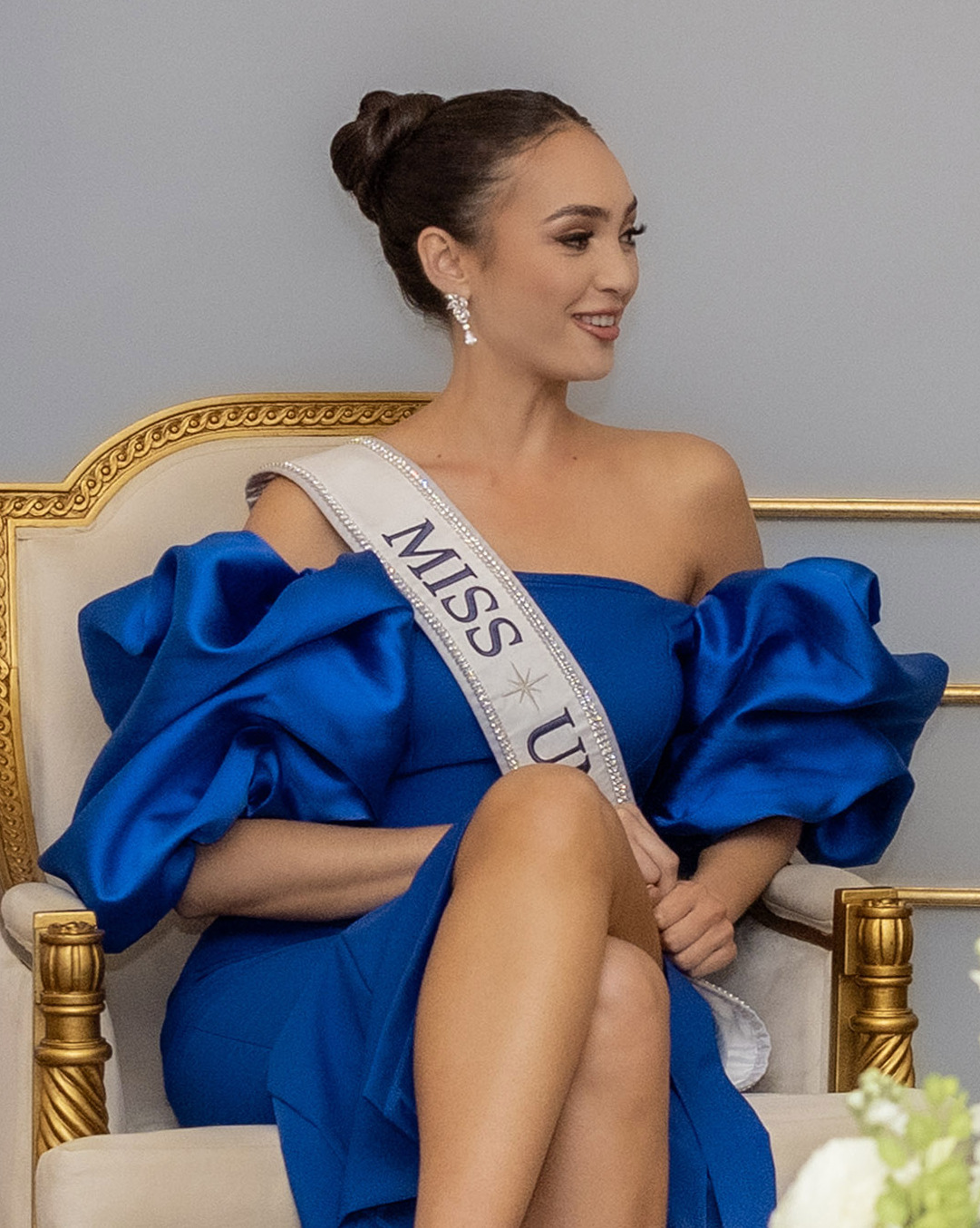
R'Bonney Gabriel, Miss USA, nonché Miss Universo 2022

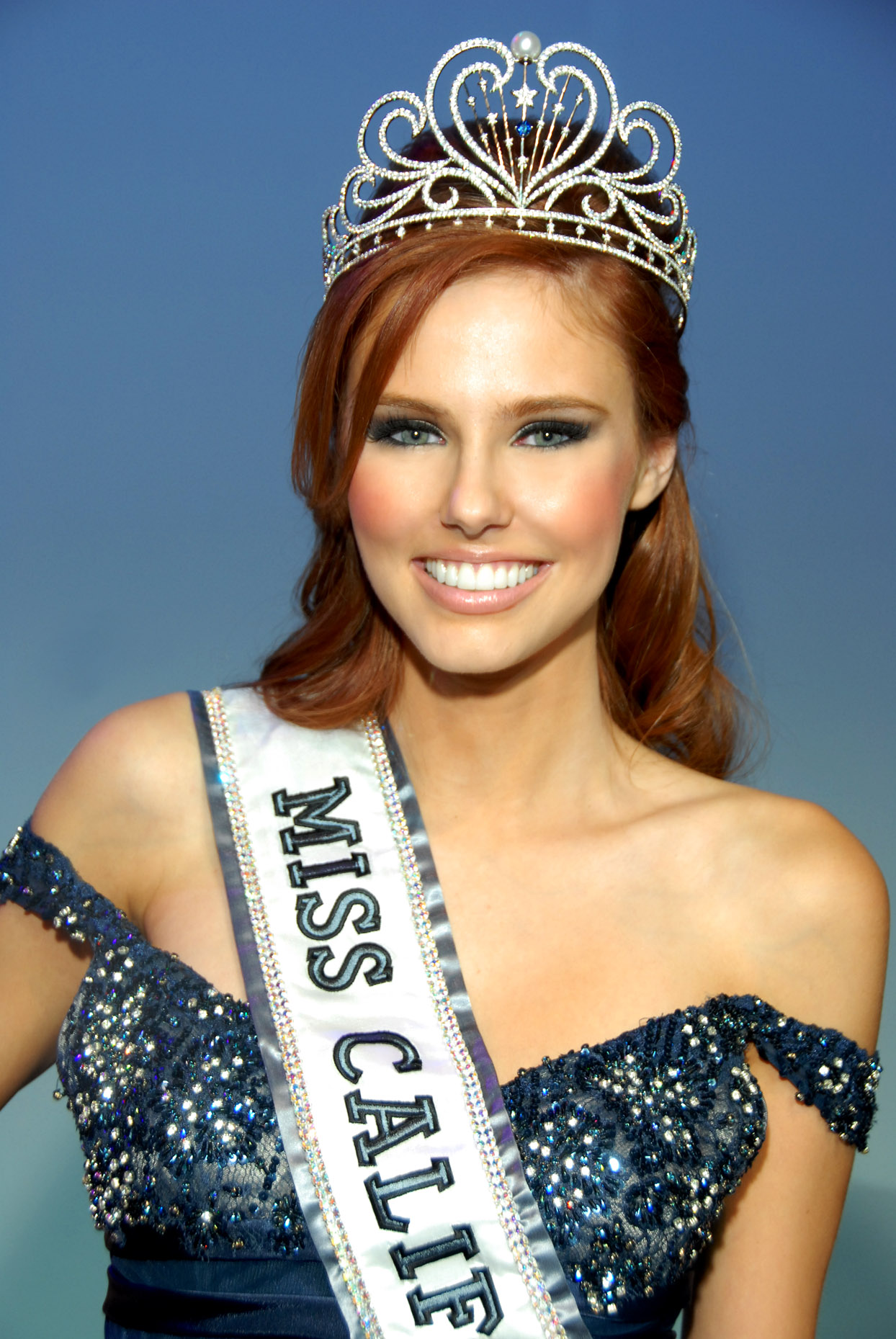
Alyssa Campanella, Miss USA 2011

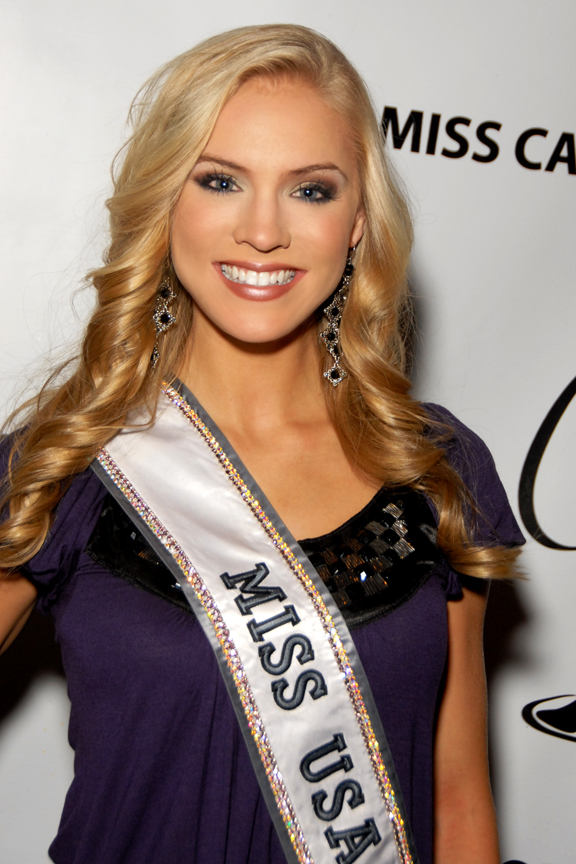
Kristen Dalton, Miss USA 2009

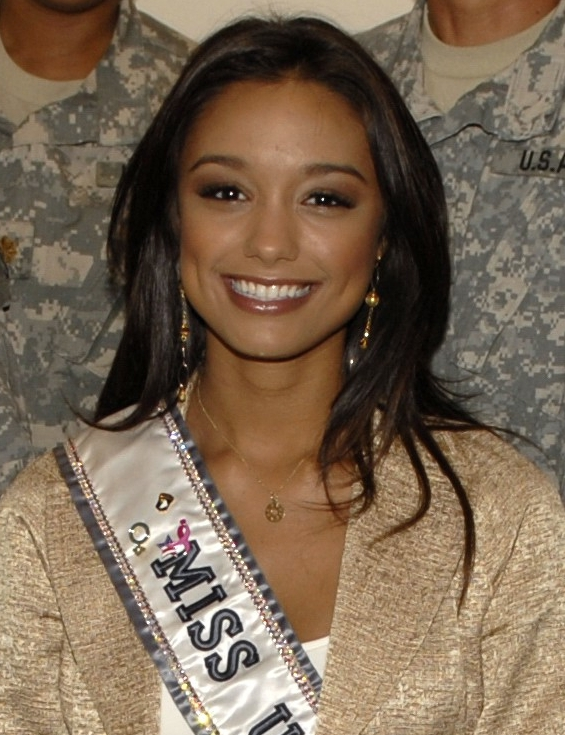
Rachel Smith, Miss USA 2007

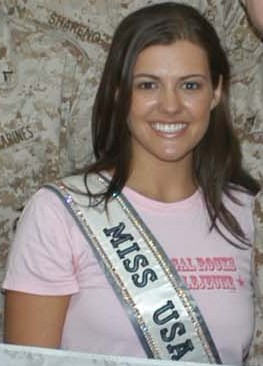
Chelsea Cooley, Miss USA 2005

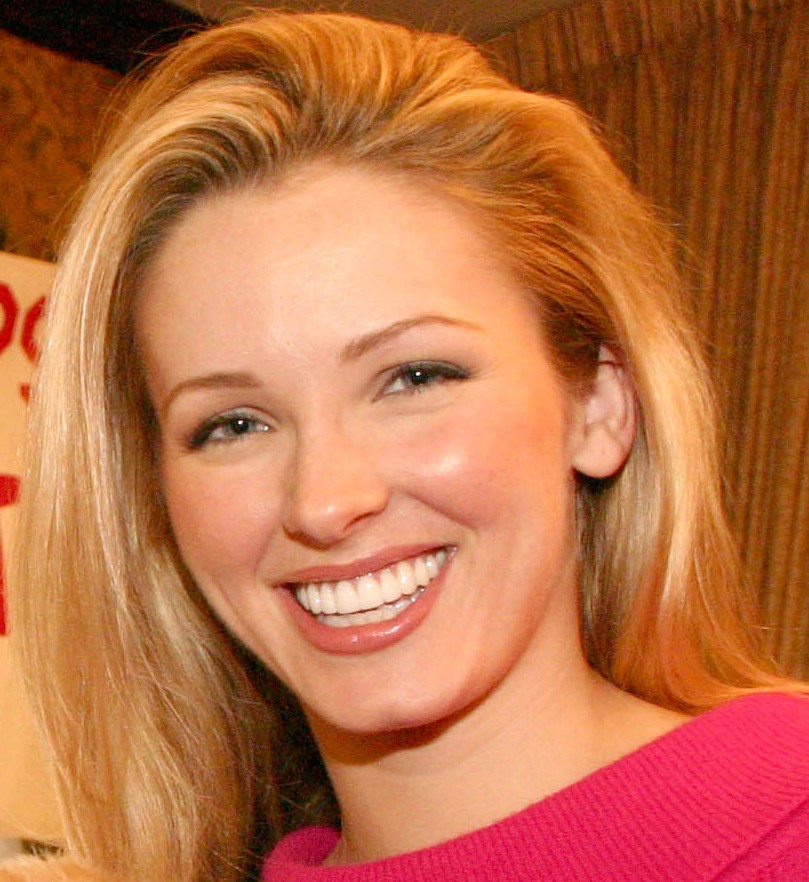
Shandi Finnessey, Miss USA 2004

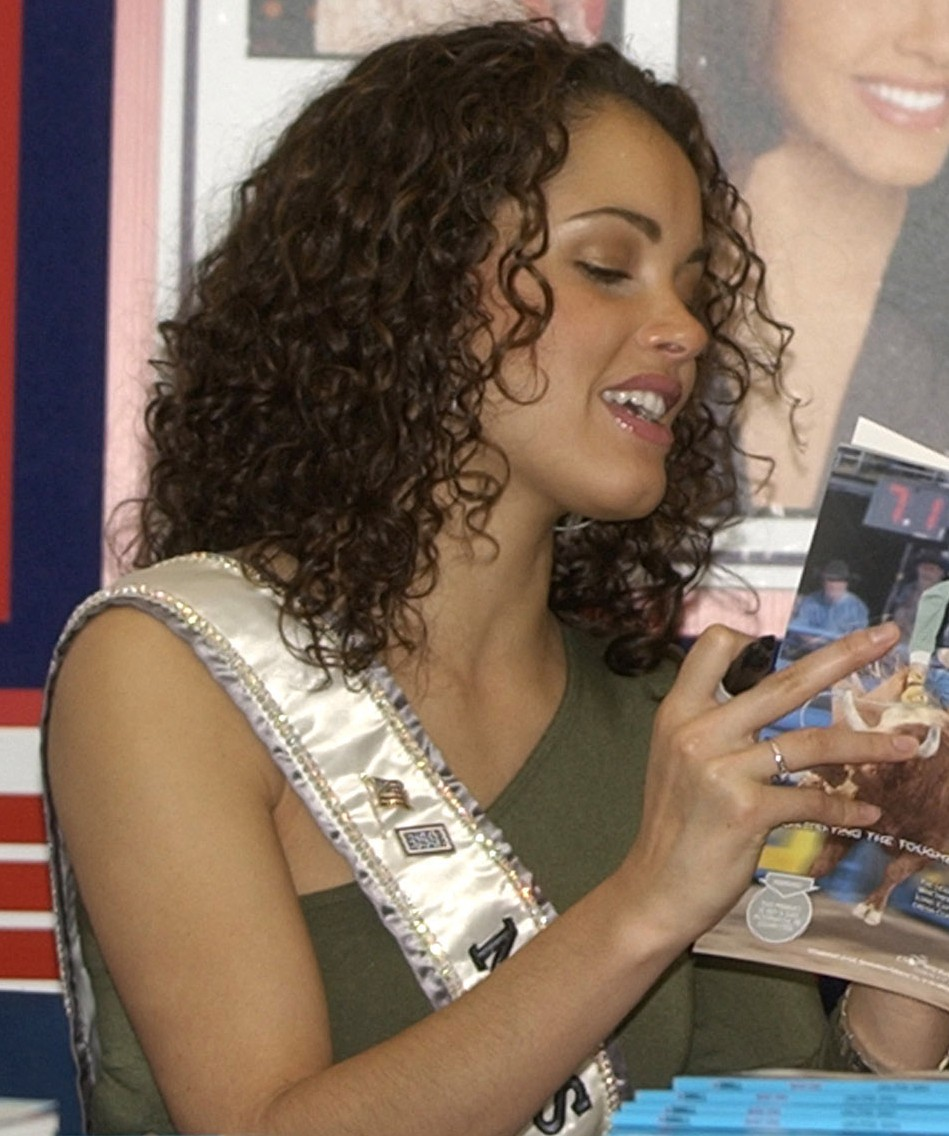
Susie Castillo, Miss USA 2003

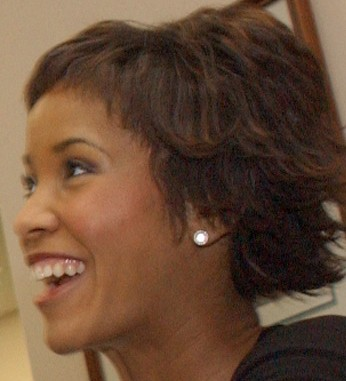
Shauntay Hinton, Miss USA 2002

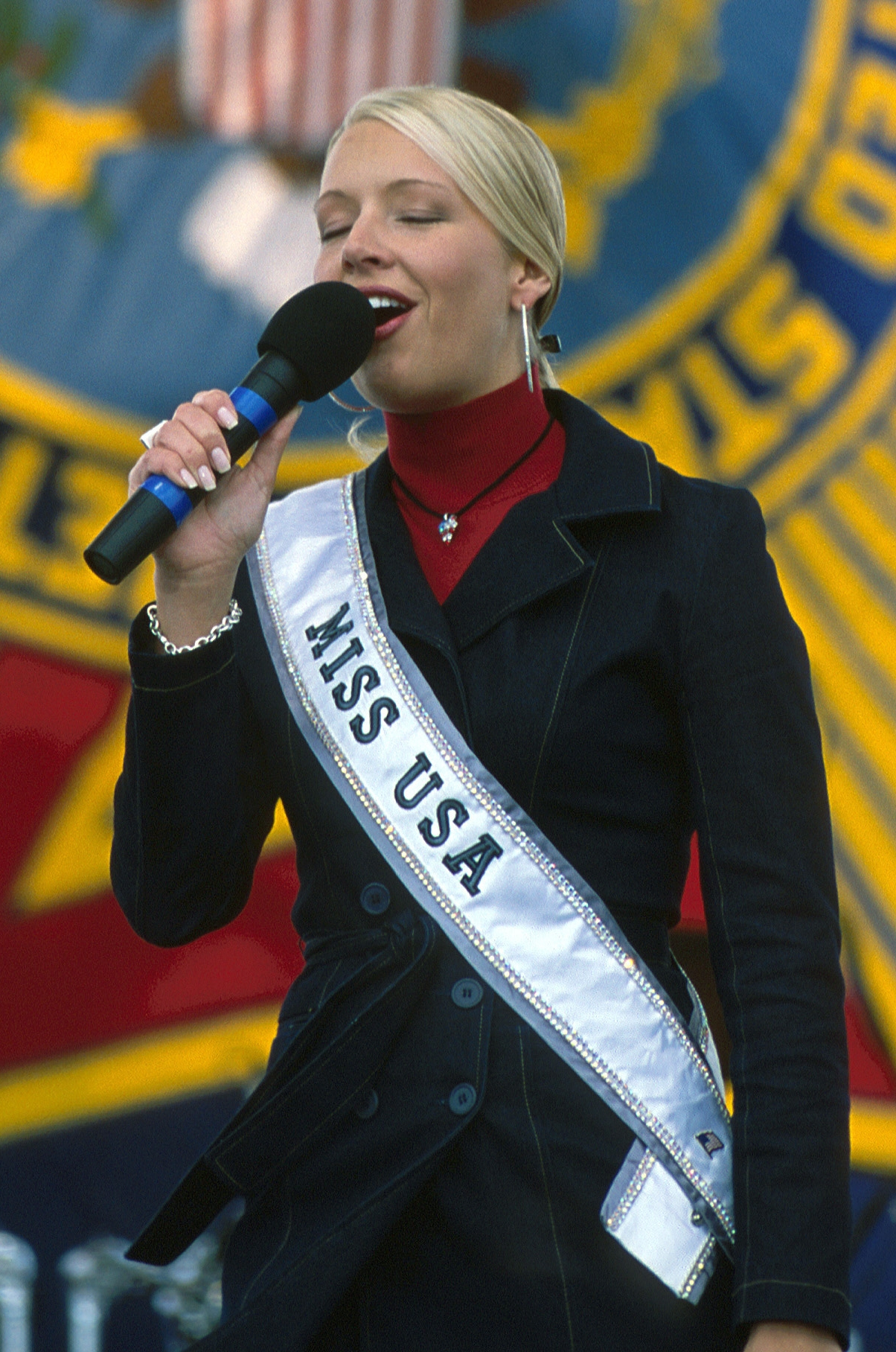
Kandace Krueger, Miss USA 2001

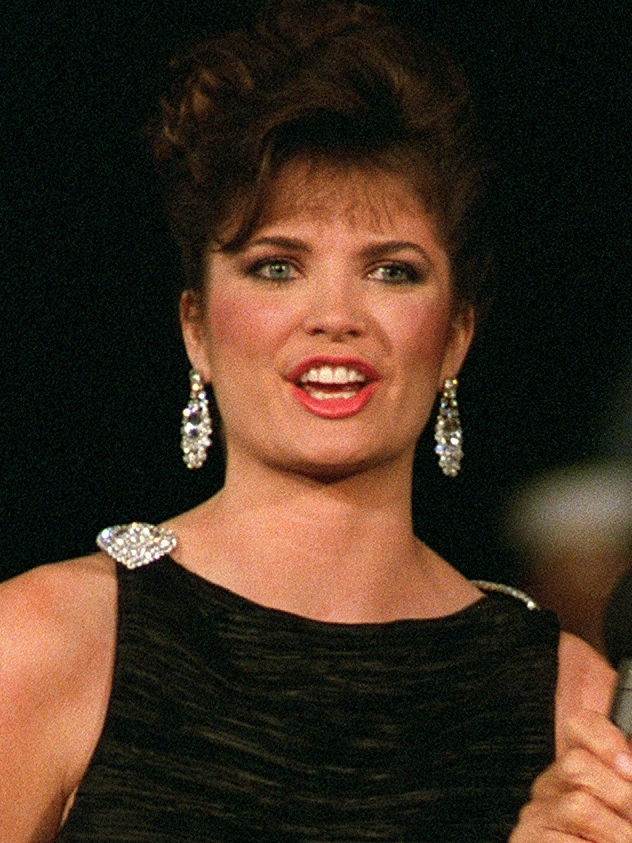
Michelle Royer, Miss USA 1987

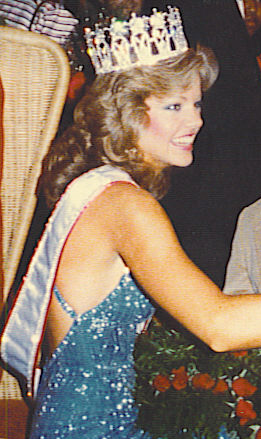
Julie Hayek, Miss USA 1983

| Anno | Miss USA               | Città           | Stato                | Età | Piazzamento a Miss Universo | Note                                                                                   |
| ---- | ---------------------- | --------------- | -------------------- | --- | --------------------------- | -------------------------------------------------------------------------------------- |
| 1952 | Jackie Loughery        | Brooklyn        | New York             | 21  | Semifinalista               |                                                                                        |
| 1953 | Myrna Hansen           | Chicago         | Illinois             | 17  | 2ª classificata             |                                                                                        |
| 1954 | Miriam Stevenson       | Winnsboro       | Carolina del Sud     | 21  | Vincitrice                  |                                                                                        |
| 1955 | Carlene King Johnson   | Rutland         | Vermont              | 22  | Semifinalista               | Morta all'età di 35 anni per complicazioni legate al diabete                           |
| 1956 | Carol Morris           | Ottumwa         | Iowa                 | 20  | Vincitrice                  |                                                                                        |
| 1957 | Mary Leona Gage        | Glen Burnie     | Maryland             | 18  | Squalificata                | Gage fu squalificata durante il concorso perché si scoprì che era sposata.             |
| 1957 | Charlotte Sheffield    | Salt Lake City  | Utah                 | 20  |                             | Prese il posto di Mary Leona Gage come Miss USA 1957, dopo che questa fu squalificata. |
| 1958 | Eurlyne Howell         | Bossier City    | Louisiana            | 18  | 4ª classificata             |                                                                                        |
| 1959 | Terry Huntingdon       | Mount Shasta    | California           | 19  | 3ª classificata             |                                                                                        |
| 1960 | Linda Bement           | Salt Lake City  | Utah                 | 18  | Vincitrice                  |                                                                                        |
| 1961 | Sharon Brown           | Minden          | Louisiana            | 18  | 5ª classificata             |                                                                                        |
| 1962 | Macel Leilani Wilson   | Honolulu        | Hawaii               | 18  | Semifinalista               |                                                                                        |
| 1963 | Mārīte Ozere           | Chicago         | Illinois             | 19  | Semifinalista               |                                                                                        |
| 1964 | Bobbi Johnson          | Alexandria, VA  | Washington           | 19  | Semifinalista               |                                                                                        |
| 1965 | Sue Ann Downey         | Columbus        | Ohio                 | 20  | 3ª classificata             |                                                                                        |
| 1966 | Maria Remenyi          | El Cerrito      | California           | 20  | Semifinalista               |                                                                                        |
| 1967 | Sylvia Hitchcock       | Miami           | Alabama              | 21  | Vincitrice                  |                                                                                        |
| 1967 | Cheryl Patton          | Miami           | Florida              | 18  |                             |                                                                                        |
| 1968 | Dorothy Anstett        | Kirkland        | Washington           | 20  | 5ª classificata             |                                                                                        |
| 1969 | Wendy Dascomb          | Metairie        | Virginia             | 19  | Semifinalista               |                                                                                        |
| 1970 | Deborah Shelton        | Norfolk         | Virginia             | 21  | 2ª classificata             |                                                                                        |
| 1971 | Michele McDonald       | Butler          | Pennsylvania         | 18  | Semifinalista               |                                                                                        |
| 1972 | Tanya Wilson           | Honolulu        | Hawaii               | 21  | Semifinalista               |                                                                                        |
| 1973 | Amanda Jones           | Evanston        | Illinois             | 22  | 2ª classificata             |                                                                                        |
| 1974 | Karen Morrison         | St. Charles     | Illinois             | 19  | Semifinalista               |                                                                                        |
| 1975 | Summer Bartholomew     | Merced          | California           | 23  | 3ª classificata             |                                                                                        |
| 1976 | Barbara Peterson       | Edina           | Minnesota            | 22  |                             |                                                                                        |
| 1977 | Kimberly Tomes         | Houston         | Texas                | 21  | Semifinalista               |                                                                                        |
| 1978 | Judi Andersen          | Honolulu        | Hawaii               | 20  | 2ª classificata             |                                                                                        |
| 1979 | Mary Therese Friel     | Pittsford       | New York             | 20  | Semifinalista               |                                                                                        |
| 1980 | Shawn Weatherly        | Sumter          | Carolina del Sud     | 20  | Vincitrice                  |                                                                                        |
| 1980 | Jineane Ford           | Gilbert         | Arizona              | 20  |                             |                                                                                        |
| 1981 | Kim Seelbrede          | Germantown      | Ohio                 | 20  | Semifinalista               |                                                                                        |
| 1982 | Terri Utley            | Cabot           | Arkansas             | 20  | 5ª classificata             |                                                                                        |
| 1983 | Julie Hayek            | Westwood        | California           | 22  | 2ª classificata             |                                                                                        |
| 1984 | Mai Shanley            | Alamogordo      | Nuovo Messico        | 21  | Semifinalista               |                                                                                        |
| 1985 | Laura Martinez-Herring | El Paso         | Texas                | 21  | Semifinalista               |                                                                                        |
| 1986 | Christy Fichtner       | Dallas          | Texas                | 23  | 2ª classificata             |                                                                                        |
| 1987 | Michelle Royer         | Keller          | Texas                | 21  | 3ª classificata             |                                                                                        |
| 1988 | Courtney Gibbs         | Fort Worth      | Texas                | 21  | Top 10                      |                                                                                        |
| 1989 | Gretchen Polhemus      | Fort Worth      | Texas                | 23  | 3ª classificata             |                                                                                        |
| 1990 | Carole Gist            | Detroit         | Michigan             | 20  | 2ª classificata             |                                                                                        |
| 1991 | Kelli McCarty          | Liberal         | Kansas               | 21  | Top 6                       |                                                                                        |
| 1992 | Shannon Marketic       | Malibù          | California           | 21  | Top 10                      |                                                                                        |
| 1993 | Kenya Moore            | Detroit         | Michigan             | 22  | Top 6                       |                                                                                        |
| 1994 | Lu Parker              | Charleston      | Carolina del Sud     | 25  | Top 6                       |                                                                                        |
| 1995 | Chelsi Smith           | Deer Park       | Texas                | 21  | Vincitrice                  |                                                                                        |
| 1995 | Shanna Moakler         | New York        | New York             | 20  |                             |                                                                                        |
| 1996 | Ali Landry             | Breaux Bridge   | Louisiana            | 22  | Top 6                       |                                                                                        |
| 1997 | Brook Lee              | Pearl City      | Hawaii               | 26  | Vincitrice                  |                                                                                        |
| 1997 | Brandi Sherwood        | Boise           | Idaho                | 26  |                             |                                                                                        |
| 1998 | Shawnae Jebbia         | Boston          | Massachusetts        | 26  | Finalista                   |                                                                                        |
| 1999 | Kimberly Pressler      | Franklinville   | New York             | 21  |                             |                                                                                        |
| 2000 | Lynnette Cole          | Columbia        | Tennessee            | 22  | Finalista                   |                                                                                        |
| 2001 | Kandace Krueger        | Austin          | Texas                | 24  | 3ª classificata             |                                                                                        |
| 2002 | Shauntay Hinton        | Starkville      | Washington           | 23  |                             |                                                                                        |
| 2003 | Susie Castillo         | Lawrence        | Massachusetts        | 23  | Semifinalista               |                                                                                        |
| 2004 | Shandi Finnessey       | Florissant      | Missouri             | 25  | 2ª classificata             |                                                                                        |
| 2005 | Chelsea Cooley         | Charlotte       | Carolina del Nord    | 21  | Finalista                   |                                                                                        |
| 2006 | Tara Conner            | Russell Springs | Kentucky             | 20  | 5ª classificata             |                                                                                        |
| 2007 | Rachel Smith           | Clarksville     | Tennessee            | 21  | 5ª classificata             |                                                                                        |
| 2008 | Crystle Stewart        | Missouri City   | Texas                | 26  | Top 10                      |                                                                                        |
| 2009 | Kristen Dalton         | Wilmington      | Carolina del Nord    | 22  | Finalista                   |                                                                                        |
| 2010 | Rima Fakih             | Dearborn        | Michigan             | 24  |                             |                                                                                        |
| 2011 | Alyssa Campanella      | Manalapan       | New Jersey           | 21  | Top 16                      |                                                                                        |
| 2012 | Olivia Culpo           | Cranston        | Rhode Island         | 20  | Vincitrice                  |                                                                                        |
| 2012 | Nana Meriwether        | Potomac         | Maryland             | 27  | Non partecipa               | Ha preso il posto di Olivia Culpo, dopo che questa è diventata Miss Universo.          |
| 2013 | Erin Brady             | East Hampton    | Connecticut          | 26  | Top 10                      |                                                                                        |
| 2014 | Nia Sanchez            | Sacramento      | Nevada               | 24  | 2ª classificata             |                                                                                        |
| 2015 | Olivia Jordan          | Tulsa           | Oklahoma             | 27  | 3ª classificata             |                                                                                        |
| 2016 | Deshauna Barber        | Colombo         | District of Columbia | 26  | Top 9                       |                                                                                        |
| 2017 | Kára McCullough        | Virginia Beach  | District of Columbia | 25  | Top 10                      |                                                                                        |
| 2018 | Sarah Rose Summers     | Omaha           | Nebraska             | 23  | Top 20                      |                                                                                        |
| 2019 | Cheslie Kryst          | Charlotte       | Carolina del Nord    | 28  | Top 10                      |                                                                                        |
| 2020 | Asya Branch            | Booneville      | Mississippi          | 22  | Top 21                      |                                                                                        |
| 2021 | Elle Smith             | Germantown      | Kentucky             | 23  | Top 10                      |                                                                                        |
| 2022 | R'Bonney Gabriel       | Dallas          | Texas                | 28  | Vincitrice                  |                                                                                        |
| 2022 | Morgan Romano          | Columbia        | Carolina del Sud     | 24  | Non partecipa               | Ha preso il posto di R'Bonney Gabriel, dopo che questa è diventata Miss Universo.      |
| 2023 | Noelia Voigt           | South Jordan    | Utah                 | 24  | Top 20                      |                                                                                        |
| 2023 | Savannah Gankiewicz    | Kihei           | Hawaii               | 19  | Non partecipa               | Ha preso il posto di Noelia Voigt, dopo che questa ha deciso di cedere il titolo.      |
| 2024 | Alma Cooper            | Okemos          | Michigan             | 22  | TBA                         |                                                                                        |

## Stati partecipanti per numero di vittorie
| Titoli | Stato                 | Anni delle vittorie                                          |
| ------ | --------------------- | ------------------------------------------------------------ |
| 10     | Texas                 | 1977, 1985, 1986, 1987, 1988, 1989, 1995←, 2001, 2008, 2022← |
| 6      | California            | 1959, 1966, 1975, 1983, 1992, 2011                           |
| 5      | Hawaii                | 1962, 1972, 1978, 1997←, 2023~~                              |
| 4      | Michigan              | 1990, 1993, 2010, 2024                                       |
| 4      | Carolina del Sud      | 1954←, 1980←, 1994, 2022^                                    |
| 4      | Distretto di Columbia | 1964, 2002, 2016, 2017                                       |
| 4      | New York              | 1952, 1979, 1995^, 1999                                      |
| 4      | Illinois              | 1953, 1963, 1973, 1974                                       |
| 3      | Carolina del Nord     | 2005, 2009, 2019                                             |
| 3      | Utah                  | 1957~~, 1960←, 2023~                                         |
| 3      | Louisiana             | 1958, 1993, 1996                                             |
| 2      | Kentucky              | 2006, 2021                                                   |
| 2      | Tennessee             | 2000, 2007                                                   |
| 2      | Massachusetts         | 1998, 2003                                                   |
| 2      | Ohio                  | 1965, 1981                                                   |
| 2      | Virginia              | 1969, 1970                                                   |
| 1      | Nebraska              | 2018                                                         |
| 1      | Oklahoma              | 2015                                                         |
| 1      | Nevada                | 2014                                                         |
| 1      | Connecticut           | 2013                                                         |
| 1      | Rhode Island          | 2012←                                                        |
| 1      | Missouri              | 2004                                                         |
| 1      | Idaho                 | 1997^                                                        |
| 1      | Kansas                | 1991                                                         |
| 1      | Nuovo Messico         | 1984                                                         |
| 1      | Arkansas              | 1982                                                         |
| 1      | Arizona               | 1980^                                                        |
| 1      | Minnesota             | 1976                                                         |
| 1      | Pennsylvania          | 1971                                                         |
| 1      | Washington            | 1968                                                         |
| 1      | Alabama               | 1967←                                                        |
| 1      | Florida               | 1967^                                                        |
| 1      | Maryland              | 1957~                                                        |
| 1      | Iowa                  | 1956←                                                        |
| 1      | Vermont               | 1955                                                         |

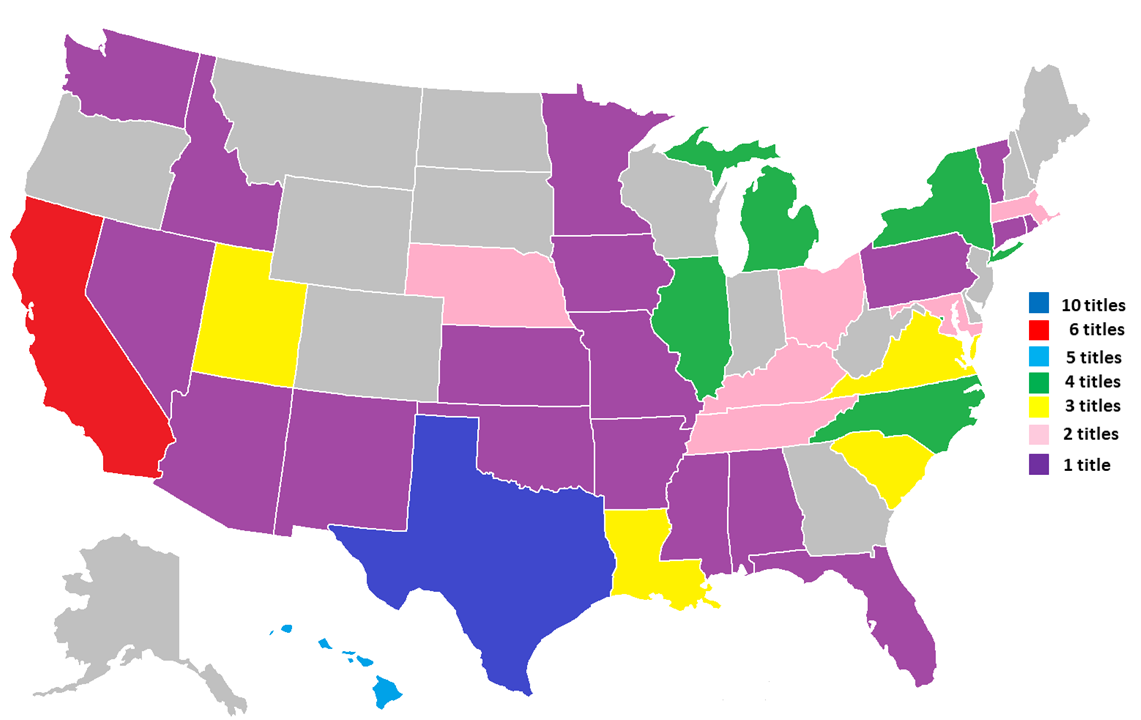
Numero di vittorie per stato.

← Vincitore anche del titolo di Miss Universo
^ La seconda classificata prese il posto di Miss USA, quando questa vinse il titolo di Miss Universo. Nel 1967, dopo che Miss USA vinse anche il titolo Miss Universo, la terza classificata ereditò il titolo di Miss USA dopo che la seconda aveva rifiutato.
~ Detronizzata Miss USA
~~ Rimpiazzo della detronizzata Miss USA